# Manuel Méndez (diseñador)
Manuel Méndez (Ciudad de México, 1930 - ibid, 2014) fue un diseñador de moda mexicano conocido, entre otras cosas, por vestir celebridades de la época de oro del cine mexicano y ser llamado "el primer diseñador de moda mexicano".

## Biografía
Méndez nació en la Ciudad de México donde incursionó en la contaduría, la administración y las relaciones públicas; finalmente se dedicó al diseño de moda inspirado por su tía, quien tenía una tienda de disfraces.

## Carrera
Fundó en 1961 su casa de modas en la Avenida Presidente Masaryk junto con su pareja Mario Marghieri; como varios diseñadores de la época comenzó su carrera copiando los modelos de la revista Vogue vistiendo a la burguesía mexicana. 7 años después presentó su primera colección en 1968; y al año siguiente fue contratado por Charles Kovec para convertirse en el diseñador mexicano del Salón Internacional del Palacio de Hierro.
En las década de los 70 junto con Enrique Martínez y Gene Matouk era conocido como "Las tres emes". Entre sus clientas más reconocidas estuvieron María Félix, Dolores del Río, Silvia Pinal y Maricruz Olivier.
En 2008 recibió un homenaje en vida en Fashion Week México por su trayectoria.

## Proyección internacional
En 1975 presentó su primera colección en París con bordados mexicanos volviendo constantemente a la ciudad; también presentó varios desfiles en las ciudades de Washington, Nueva York y Londres y vistió a miembros de la realeza como la princesa María Beatriz de Saboya y María José de Bélgica.
En 1999 participó junto con la empresaria Elisa Salinas en el proyecto de la boutique de alta costura Enrique Martínez en Madison Avenue en Nueva York.

## Vestuario para cine y televisión
- Viviana (1978)

Telenovela colorina  (1980)
- Panta rei, todo flúe (2005)
- Días Azules (2006)[11]

## Premios y reconocimientos
- 1999 Estrella de Plata.
- Reconocimiento Hispanic Designers
- 2014 Premio OMNI a Personaje del Año.[9]